# Communauté de communes du Pays de Ronsard
La communauté de communes du Pays de Ronsard est une ancienne communauté de communes française, située dans le département de Loir-et-Cher.

## Géographie

### Composition
Elle est composée des communes suivantes :
1. Artins
2. Couture-sur-Loir
3. Les Essarts
4. Les Hayes
5. Houssay
6. Lavardin
7. Montoire-sur-le-Loir
8. Montrouveau
9. Les Roches-l'Évêque
10. Saint-Arnoult
11. Saint-Jacques-des-Guérets
12. Saint-Martin-des-Bois
13. Saint-Rimay
14. Sasnières
15. Ternay
16. Tréhet
17. Trôo
18. Villavard
19. Villedieu-le-Château

## Historique
Au 31 décembre 2013, la Communauté de communes du Pays de Ronsard est officiellement dissoute et toutes les communes rejoignent, le lendemain 1er janvier 2014 la nouvelle Communauté de communes Vallées Loir et Braye.

## Démographie
La communauté de communes du Pays de Ronsard comptait 8 784 habitants (population légale INSEE) au 1er janvier 2007. La densité de population est de 36,2 hab./km2.

### Évolution démographique
| 1968  | 1975  | 1982  | 1990  | 1999  | 2007  | - | - | - |
| ----- | ----- | ----- | ----- | ----- | ----- | - | - | - |
| 9 586 | 9 371 | 9 108 | 8 658 | 8 880 | 8 784 | - | - | - |

## Politique communautaire

### Représentation

#### Présidents de la communauté de communes
| Période | Période  | Identité         | Étiquette | Qualité |
| ------- | -------- | ---------------- | --------- | ------- |
|         | en cours | Philippe Mercier | UDI       |         |

### Identité visuelle
|  | Logo de la Communauté de Communes |

## Pour approfondir

## Liens
- Site officiel de la communauté de communes du pays de Ronsard

## Sources
- le splaf
- la base aspic